# Coupe des clubs champions européens de futsal 1985-1986
Navigation
1984-1985 1986-1987
La Coupe des champions de futsal 1985-1986 est la deuxième édition de la Coupe des clubs champions européens de futsal. Le tournoi a lieu les 17 et 18 janvier 1986 à Rome et voit quatre clubs s'affronter.
Le club néerlandais du Drei Keuninge remporte la compétition aux tirs au but face à son voisin belge du ZVK Hasselt. Tenant du titre, le ZVC Hoboken termine quatrième.

## Organisation

### Clubs participants
Quatre équipes sont invitées à la compétition à la suite de leur performance nationale : 
- Drei Keuninge (champion des Pays-Bas),
- Roma Barilla (champion d'Italie),
- le ZVC Hoboken (tenant du titre)
- le ZVK Hasselt (champion de Belgique)[2],[3].

| Équipe        | Qualification                | Nombre de participation | Résultat en 1985 |
| ------------- | ---------------------------- | ----------------------- | ---------------- |
| ZVC Hoboken T | tenant du titre              | 2e                      | vainqueur        |
| Roma Barilla  | champion d'Italie 1984-85    | 2e                      | 4e sur 4         |
| Drei Keuninge | champion des Pays-Bas        | 1re                     | -                |
| ZVK Hasselt   | champion de Belgique 1984-85 | 1re                     | -                |

### Format
La compétition se joue en tournoi à élimination directe en un seul match et dans un lieu fixe.

## Compétition

### Tableau
|  | Demi-finales    | Demi-finales    |                        |         | Finale          | Finale          |
|  | Demi-finales    | Demi-finales    |                        |         | Finale          | Finale          |
|  |                 |                 |                        |         |                 |                 |
|  | 17 janvier 1986 | 17 janvier 1986 |                        |         | 18 janvier 1986 | 18 janvier 1986 |
|  | 17 janvier 1986 | 17 janvier 1986 |                        |         | 18 janvier 1986 | 18 janvier 1986 |
|  | Roma Barilla    | 1               |                        |         | 18 janvier 1986 | 18 janvier 1986 |
|  | Roma Barilla    | 1               |                        |         | 18 janvier 1986 | 18 janvier 1986 |
|  | ZVK Hasselt     | 3               |                        |         | 18 janvier 1986 | 18 janvier 1986 |
|  | ZVK Hasselt     | 3               | ZVK Hasselt            | 3 tab 2 |                 |                 |
|  |                 |                 | ZVK Hasselt            | 3 tab 2 |                 |                 |
|  |                 | Drei Keuninge   | 3 tab 4                |         |                 |                 |
|  | Drei Keuninge   | Drei Keuninge   | 3 tab 4                | 4       |                 |                 |
|  | Drei Keuninge   |                 |                        | 4       |                 |                 |
|  | ZVC Hoboken T   | 1               |                        |         |                 |                 |
|  | ZVC Hoboken T   | 1               | Match pour la 3e place |         |                 |                 |
|  |                 |                 |                        |         |                 |                 |
|  |                 |                 |                        |         |                 |                 |
|  |                 |                 |                        |         |                 |                 |
|  | Roma Barilla    | 3               |                        |         |                 |                 |
|  | Roma Barilla    | 3               |                        |         |                 |                 |
|  | ZVC Hoboken T   | 1               |                        |         |                 |                 |
|  | ZVC Hoboken T   | 1               |                        |         |                 |                 |

### Classement final
| # | Club          |
| - | ------------- |
| 1 | Drei Keuninge |
| 2 | ZVC Hoboken   |
| 3 | Roma Barilla  |
| 4 | ZVC Hoboken   |